# Велоспорт на літніх Олімпійських іграх 2020 — кейрін (чоловіки)
Змагання з кейріну серед чоловіків на літніх Олімпійських іграх 2020 відбулися 7–8 серпня 2021 року на велодромі Ідзу. Змагалися 30 велосипедистів з 18 країн.

## Передісторія
Це була шоста поява цієї дисципліни на Олімпійських іграх. Її проводили на кожній літній Олімпіаді починаючи з 2000 року.
Чинний олімпійський чемпіон - Джейсон Кенні з Великої Британії; Велика Британія виграла три поспіль титули у цій дисципліні (Кріс Гой був переможцем у 2008 та 2012 роках). Чинний чемпіон світу (2020) - Гаррі Лаврейзен з Нідерландів.

## Кваліфікація
Національний олімпійський комітет (НОК) може виставити на змагання з кейріну серед чоловіків щонайбільше 2 велосипедисти. Квоти одержує НОК, який сам вибирає велосипедистів, що візьмуть участь у змаганнях. Всі квоти розподілено відповідно до світового рейтингу UCI за країнами за 2018-2020 роки. Вісім країн, що кваліфікувались у змагання з командного спринту, можуть виставити по два велосипедисти в кейріні (як і в індивідуальному спринті). Країни, велосипедист яких кваліфікувався за рейтингом спринту, можуть виставити цього велосипедиста і в кейріні. Нарешті, сім місць розподілено за рейтингом кейріну. Оскільки кваліфікація завершилась до закінчення Чемпіонату світу з велоспорту на треку 2020 1 березня 2020 року (останнє змагання, що могло змінити рейтинг 2018-20 років), то пандемія COVID-19 на кваліфікацію не вплинула.

## Формат змагань
У заїздах з кейріну беруть участь до 7 велосипедистів (хоча у форматі 2020 року немає заїздів, у яких понад 6 спортсменів). Упродовж трьох кіл (загалом 750 м) велосипедисти їдуть за темповим мотоциклом; потім мотоцикл з'їжджає з треку, а велосипедисти долають ще 3 кола. Ці дистанції змінено порівняно з Іграми 2016 року, скорочено темпову частину з 5,5 кіл і подовжено спринт з 2,5 кола. Мотоцикл на старті має швидкість 30 км/год, а потім розганяється до 50 км/год, перш ніж з’їхати з треку.
Турнір складається з чотирьох основних раундів (у порівнянні з трьома 2016 року) та додаткового раунду :
- Перший раунд: 5 заїздів по 6 велосипедистів у кожному. З кожного заїзду по 2 найкращі велосипедисти (загалом 10) виходять до другого раунду; всі інші (20 велосипедистів) потрапляють у додатковий раунд.
- Додатковий раунд: чотири заїзди по 5 велосипедистів у кожному. Найкращі 2 велосипедисти з кожного заїзду (загалом 8), як і переможці першого раунду, виходять до другого раунду. Інші 12 велосипедистів вибувають.
- Другий раунд: три заїзди по 6 велосипедистів у кожному. Найкращі 4 велосипедисти з кожного заїзду (загалом 12) виходять до півфіналу. Решта 6 велосипедистів вибувають.
- Півфінали: два заїзди по 6 велосипедистів у кожному. 3 найкращі велосипедисти з кожного півфіналу (загалом 6) виходять до фіналу А; решта 3 з кожного півфіналу потрапляють до фіналу В, в якому не претендують на медалі.
- Фінали: два заїзди. У фіналі А 6 найкращих велосипедистів розігрують медалі. У фіналі B розігрують місця з 7-го по 12-те.

## Розклад
Змагання в цій дисципліні відбуваються два дні поспіль.
| З | Попередні заїзди | ЧФ | Чвертьфінали | ПФ | Півфінали | Ф | Фінали |

| Дата →            | 2 сер | 2 сер | 2 сер | 3 сер | 3 сер | 3 сер | 4 сер | 5 сер | 5 сер | 5 сер | 5 сер | 6 сер | 6 сер | 7 сер | 7 сер | 8 сер | 8 сер | 8 сер | 8 сер |
| ----------------- | ----- | ----- | ----- | ----- | ----- | ----- | ----- | ----- | ----- | ----- | ----- | ----- | ----- | ----- | ----- | ----- | ----- | ----- | ----- |
| Кейрін (чоловіки) |       |       |       |       |       |       |       |       |       |       |       |       |       | З     | З     | ЧФ    | ПФ    | Ф     | Ф     |

## Результати

### Перший раунд
| Місце | Велогонщик       | Країна                           | Відставання | Примітки |
| ----- | ---------------- | -------------------------------- | ----------- | -------- |
| 1     | Раян Еляль       | Франція (FRA)                    |             | ЧФ       |
| 2     | Максиміліан Леві | Німеччина (GER)                  | +0.010      | ЧФ       |
| 3     | Квесі Браун      | Тринідад і Тобаго (TTO)          | +0.248      | Д        |
| 4     | Джейсон Кенні    | Велика Британія (GBR)            | +0.462      | Д        |
| 5     | Сем Вебстер      | Нова Зеландія (NZL)              | +0.546      | Д        |
| 6     | Іван Гладишев    | Олімпійський комітет Росії (ROC) | +3.173      | Д        |

| Місце | Велогонщик                  | Країна                | Відставання | Примітки |
| ----- | --------------------------- | --------------------- | ----------- | -------- |
| 1     | Джек Карлін                 | Велика Британія (GBR) |             | ЧФ       |
| 2     | Метью Річардсон             | Австралія (AUS)       | +0.070      | ЧФ       |
| 3     | Маттейс Бюхлі               | Нідерланди (NED)      | REL         | Д        |
|       | Х'юго Барретт               | Канада (CAN)          | DNF         | Д        |
|       | Сергій Пономарьов           | Казахстан (KAZ)       | DNF         | Д        |
|       | Мухаммад Шах Фірдаус Сахром | Малайзія (MAS)        | DNF         | Д        |

| Місце | Велогонщик         | Країна                  | Відставання | Примітки |
| ----- | ------------------ | ----------------------- | ----------- | -------- |
| 1     | Азізулхасні Аванг  | Малайзія (MAS)          |             | ЧФ       |
| 2     | Ніколас Пол        | Тринідад і Тобаго (TTO) | +0.075      | ЧФ       |
| 3     | Патрик Райковський | Польща (POL)            | +0.104      | Д        |
| 4     | Штефан Боттічер    | Німеччина (GER)         | +0.115      | Д        |
| 5     | Джін Спайс         | ПАР (RSA)               | +0.739      | Д        |
| 6     | Себастьєн Віж'є    | Франція (FRA)           | +0.884      | Д        |

| Місце | Велогонщик                | Країна                           | Відставання | Примітки |
| ----- | ------------------------- | -------------------------------- | ----------- | -------- |
| 1     | Юдай Нітта                | Японія (JPN)                     |             | ЧФ       |
| 2     | Дмітрієв Денис Сергійович | Олімпійський комітет Росії (ROC) | +0.004      | ЧФ       |
| 3     | Метью Ґлетцер             | Австралія (AUS)                  | +0.093      | Д        |
| 4     | Сюй Чао                   | Китай (CHN)                      | +0.240      | Д        |
| 5     | Гаррі Лаврейсен           | Нідерланди (NED)                 | +0.256      | Д        |
| 6     | Матеуш Рудик              | Польща (POL)                     | +0.974      | Д        |

| Місце | Велогонщик     | Країна              | Відставання | Примітки |
| ----- | -------------- | ------------------- | ----------- | -------- |
| 1     | Юта Вакімото   | Японія (JPN)        |             | ЧФ       |
| 2     | Каллум Срндерс | Нова Зеландія (NZL) | +0.089      | ЧФ       |
| 3     | Кевін Кінтеро  | Колумбія (COL)      | +0.096      | Д        |
| 4     | Томас Бабек    | Чехія (CZE)         | +0.228      | Д        |
| 5     | Нік Ваммес     | Канада (CAN)        | +0.292      | Д        |
| 6     | Жер Тйон Ен Фа | Суринам (SUR)       | +0.396      | Д        |

### Додатковий заїзд
| Місце | Велогонщик                  | Країна                  | Відставання | Примітки |
| ----- | --------------------------- | ----------------------- | ----------- | -------- |
| 1     | Квесі Браун                 | Тринідад і Тобаго (TTO) |             | ЧФ       |
| 2     | Мухаммад Шах Фірдаус Сахром | Малайзія (MAS)          | +0.010      | ЧФ       |
| 3     | Себастьєн Віж'є             | Франція (FRA)           | +0.037      |          |
| 4     | Томас Бабек                 | Чехія (CZE)             | +0.638      |          |
| 5     | Сюй Чао                     | Китай (CHN)             | +0.979      |          |

| Місце | Велогонщик      | Країна                | Відставання | Примітки |
| ----- | --------------- | --------------------- | ----------- | -------- |
| 1     | Джейсон Кенні   | Велика Британія (GBR) |             | ЧФ       |
| 2     | Штефан Боттічер | Німеччина (GER)       | +0.363      | ЧФ       |
| 3     | Маттейс Бюхлі   | Нідерланди (NED)      | +0.441      |          |
| 4     | Матеуш Рудик    | Польща (POL)          | +0.480      |          |
| 5     | Нік Ваммес      | Канада (CAN)          | +0.564      |          |

| Місце | Велогонщик         | Країна              | Відставання | Примітки |
| ----- | ------------------ | ------------------- | ----------- | -------- |
| 1     | Гаррі Лаврейсен    | Нідерланди (NED)    |             | ЧФ       |
| 2     | Жер Тйон Ен Фа     | Суринам (SUR)       | +0.578      | ЧФ       |
| 3     | Сем Вебстер        | Нова Зеландія (NZL) | +0.580      |          |
| 4     | Х'юго Барретт      | Канада (CAN)        | +0.738      |          |
| 5     | Патрик Райковський | Польща (POL)        | +1.616      |          |

| Місце | Велогонщик        | Країна                           | Відставання | Примітки |
| ----- | ----------------- | -------------------------------- | ----------- | -------- |
| 1     | Метью Ґлетцер     | Австралія (AUS)                  |             | ЧФ       |
| 2     | Кевін Кінтеро     | Колумбія (COL)                   | +0.069      | ЧФ       |
| 3     | Сергій Пономарьов | Казахстан (KAZ)                  | +0.124      |          |
| 4     | Іван Гладишев     | Олімпійський комітет Росії (ROC) | +0.675      |          |
| 5     | Джін Спайс        | ПАР (RSA)                        | +0.760      |          |

### Чвертьфінали
| Місце | Велогонщик      | Країна                | Відставання | Примітки |
| ----- | --------------- | --------------------- | ----------- | -------- |
| 1     | Кевін Кінтеро   | Колумбія (COL)        |             | ПФ       |
| 2     | Джейсон Кенні   | Велика Британія (GBR) | +0.045      | ПФ       |
| 3     | Раян Еляль      | Франція (FRA)         | +0.105      | ПФ       |
| 4     | Гаррі Лаврейсен | Нідерланди (NED)      | +0.122      | ПФ       |
| 5     | Метью Річардсон | Австралія (AUS)       | +0.212      |          |
| 6     | Юдай Нітта      | Японія (JPN)          | +0.331      |          |

| Місце | Велогонщик                  | Країна                  | Відставання | Примітки |
| ----- | --------------------------- | ----------------------- | ----------- | -------- |
| 1     | Ніколас Пол                 | Тринідад і Тобаго (TTO) |             | ПФ       |
| 2     | Джек Карлін                 | Велика Британія (GBR)   | +0.503      | ПФ       |
| 3     | Жер Тйон Ен Фа              | Суринам (SUR)           | +0.602      | ПФ       |
| 4     | Максиміліан Леві            | Німеччина (GER)         | +0.667      | ПФ       |
| 5     | Каллум Срндерс              | Нова Зеландія (NZL)     | +0.723      |          |
| 6     | Мухаммад Шах Фірдаус Сахром | Малайзія (MAS)          | +1.204      |          |

| Місце | Велогонщик                | Країна                           | Відставання | Примітки |
| ----- | ------------------------- | -------------------------------- | ----------- | -------- |
| 1     | Юта Вакімото              | Японія (JPN)                     |             | ПФ       |
| 2     | Азізулхасні Аванг         | Малайзія (MAS)                   | +0.039      | ПФ       |
| 3     | Квесі Браун               | Тринідад і Тобаго (TTO)          | +0.098      | ПФ       |
| 4     | Метью Ґлетцер             | Австралія (AUS)                  | +0.104      | ПФ       |
| 5     | Штефан Боттічер           | Німеччина (GER)                  | +0.192      |          |
| 6     | Дмітрієв Денис Сергійович | Олімпійський комітет Росії (ROC) | +0.236      |          |

### Півфінали
| Місце | Велогонщик     | Країна                  | Відставання | Примітки |
| ----- | -------------- | ----------------------- | ----------- | -------- |
| 1     | Джейсон Кенні  | Велика Британія (GBR)   |             | FA       |
| 2     | Метью Ґлетцер  | Австралія (AUS)         | +0.003      | FA       |
| 3     | Жер Тйон Ен Фа | Суринам (SUR)           | +0.089      | FA       |
| 4     | Джек Карлін    | Велика Британія (GBR)   | +0.240      | FB       |
| 5     | Квесі Браун    | Тринідад і Тобаго (TTO) | +0.357      | FB       |
| 6     | Кевін Кінтеро  | Колумбія (COL)          | +0.397      | FB       |

| Місце | Велогонщик        | Країна                  | Відставання | Примітки |
| ----- | ----------------- | ----------------------- | ----------- | -------- |
| 1     | Азізулхасні Аванг | Малайзія (MAS)          |             | FA       |
| 2     | Максиміліан Леві  | Німеччина (GER)         | +0.035      | FA       |
| 3     | Гаррі Лаврейсен   | Нідерланди (NED)        | +0.073      | FA       |
| 4     | Раян Еляль        | Франція (FRA)           | +0.497      | FB       |
| 5     | Юта Вакімото      | Японія (JPN)            | +0.775      | FB       |
|       | Ніколас Пол       | Тринідад і Тобаго (TTO) | DSQ         |          |

### Фінали

#### Фінал B
| Місце | Велогонщик    | Країна                  | Відставання | Примітки |
| ----- | ------------- | ----------------------- | ----------- | -------- |
| 7     | Юта Вакімото  | Японія (JPN)            |             |          |
| 8     | Джек Карлін   | Велика Британія (GBR)   | +0.097      |          |
| 9     | Квесі Браун   | Тринідад і Тобаго (TTO) | +0.203      |          |
| 10    | Раян Еляль    | Франція (FRA)           | +0.251      |          |
| 11    | Кевін Кінтеро | Колумбія (COL)          | +0.314      |          |

#### Фінал A
| Місце | Велогонщик        | Країна                | Відставання | Примітки |
| ----- | ----------------- | --------------------- | ----------- | -------- |
| 1     | Джейсон Кенні     | Велика Британія (GBR) |             |          |
| 2     | Азізулхасні Аванг | Малайзія (MAS)        | +0.763      |          |
| 3     | Гаррі Лаврейсен   | Нідерланди (NED)      | +0.773      |          |
| 4     | Жер Тйон Ен Фа    | Суринам (SUR)         | +1.264      |          |
| 5     | Метью Ґлетцер     | Австралія (AUS)       | +1.344      |          |
| 6     | Максиміліан Леві  | Німеччина (GER)       | +2.344      |          |